# Leichtathletik-Weltmeisterschaften 1999/1500 m der Männer

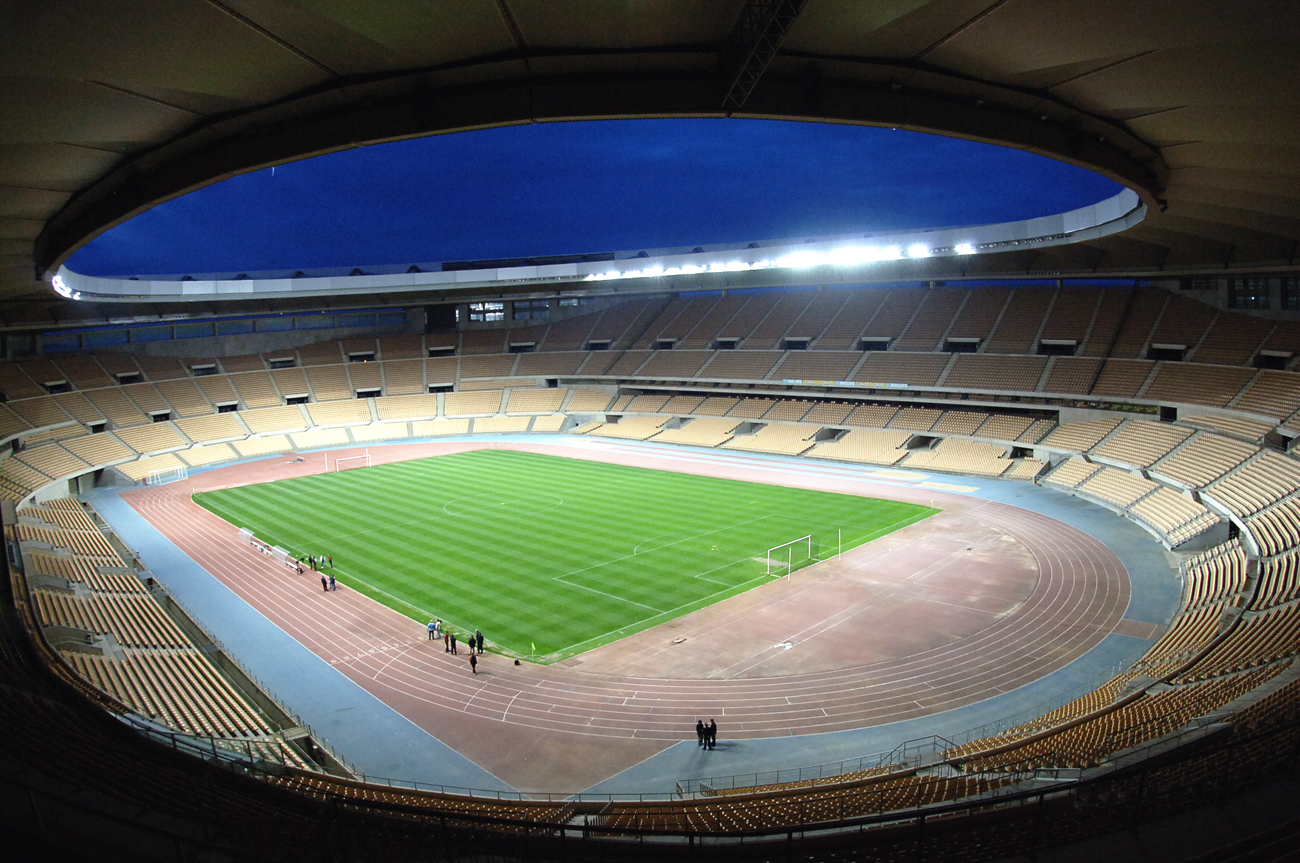
Das Olympiastadion von Sevilla im Jahr 2011

Der 1500-Meter-Lauf der Männer bei den Leichtathletik-Weltmeisterschaften 1999 wurde vom 21. bis 24. August 1999 im Olympiastadion der spanischen Stadt Sevilla ausgetragen.
Weltmeister wurde der marokkanische Titelverteidiger, Vizeweltmeister von 1995 und Weltrekordinhaber Hicham El Guerrouj. Er siegte vor dem Kenianer Noah Ngeny. Der spanische WM-Dritte von 1997 und amtierende Europameister Reyes Estévez errang die Bronzemedaille.

## Rekorde

### Bestehende Rekorde
| Weltrekord | 3:26,00 min | Hicham El Guerrouj | Rom, Italien            | 14. Juli 1998     |
| WM-Rekord  | 3:32,84 min | Noureddine Morceli | WM 1991 in Tokio, Japan | 1. September 1991 |

### Rekordverbesserung
Der marokkanische Weltmeister Hicham El Guerrouj verbesserte den bestehenden WM-Rekord im Finale am 24. August um 5,19 Sekunden auf 3:27,65 min.
Außerdem stellte Vizeweltmeister Noah Ngeny aus Kenia mit 3:28,73 min im Finale einen neuen Landesrekord auf.

### Doping
In diesem Wettbewerb gab es einen Dopingfall.
Der im Halbfinale ausgeschiedene Mohamed Ibrahim Aden aus Somalia wurde der Einnahme der verbotenen Substanz Ephedrin überführt und disqualifiziert.
Benachteiligt wurde der im Vorlauf ausgeschiedene Russe Wjatscheslaw Schabunin, der über seine Zeit eigentlich am Halbfinale hätte teilnehmen dürfen.

## Vorrunde
Die Vorrunde wurde in drei Läufen durchgeführt. Die ersten sechs Athleten pro Lauf – hellblau unterlegt – sowie die darüber hinaus sechs zeitschnellsten Läufer – hellgrün unterlegt – qualifizierten sich für das Halbfinale.

### Vorlauf 1
21. August 1999, 20:25 Uhr
| Platz | Name                   | Nation         | Zeit (min)                                         |
| ----- | ---------------------- | -------------- | -------------------------------------------------- |
| 1     | Hicham El Guerrouj     | Marokko        | 3:35,63                                            |
| 2     | Fermín Cacho           | Spanien        | 3:36,43                                            |
| 3     | Laban Rotich           | Kenia          | 3:36,72                                            |
| 4     | Driss Maazouzi         | Frankreich     | 3:36,84                                            |
| 5     | Alí Hakimi             | Tunesien       | 3:37,25                                            |
| 6     | John Mayock            | Großbritannien | 3:37,29                                            |
| 7     | Rüdiger Stenzel        | Deutschland    | 3:37,31                                            |
| 8     | Graham Hood            | Kanada         | 3:37,39                                            |
| 9     | David Krummenacker     | USA            | 3:37,85                                            |
| 10    | Miloud Abaoub          | Algerien       | 3:38,40                                            |
| 11    | Wjatscheslaw Schabunin | Russland       | 3:39,70 eigentlich für das Halbfinale qualifiziert |
| 12    | Zigmund Zilbershtein   | Georgien       | 3:52,76                                            |
| 13    | Liam Byrne             | Gibraltar      | 4:00,60                                            |

### Vorlauf 2

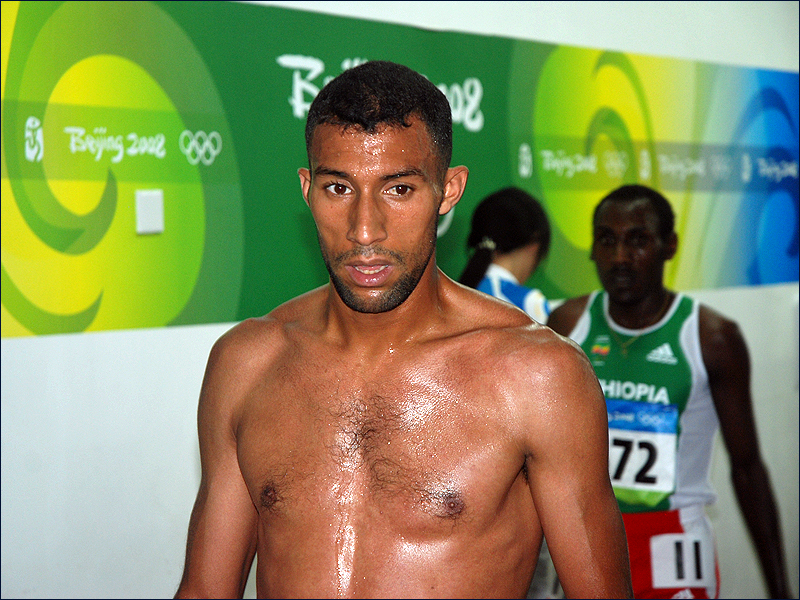
Platz elf im zweiten Vorlauf reichte Youssef Baba nicht zum Weiterkommen

21. August 1999, 20:33 Uhr
| Platz | Name              | Nation      | Zeit (min) |
| ----- | ----------------- | ----------- | ---------- |
| 1     | Reyes Estévez     | Spanien     | 3:41,24    |
| 2     | Ali Saïdi-Sief    | Algerien    | 3:41,34    |
| 3     | David Lelei       | Kenia       | 3:41,40    |
| 4     | Adil Kaouch       | Marokko     | 3:41,51    |
| 5     | Gert-Jan Liefers  | Niederlande | 3:41,53    |
| 6     | Rui Silva         | Portugal    | 3:41,60    |
| 7     | Vénuste Niyongabo | Burundi     | 3:41,87    |
| 8     | Dirk Heinze       | Deutschland | 3:43,44    |
| 9     | Nadir Bosch       | Frankreich  | 3:44,46    |
| 10    | Kiyoharu Sato     | Japan       | 3:45,72    |
| 11    | Youssef Baba      | Marokko     | 3:48,08    |
| 12    | Seneca Lassiter   | USA         | 3:48,29    |
| 13    | Primo Higa        | Salomonen   | 4:17,46    |

### Vorlauf 3
21. August 1999, 20:41 Uhr
| Platz | Name                  | Nation      | Zeit (min)                    |
| ----- | --------------------- | ----------- | ----------------------------- |
| 1     | Noah Ngeny            | Kenia       | 3:37,41                       |
| 2     | Noureddine Morceli    | Algerien    | 3:37,63                       |
| 3     | Andrés Manuel Díaz    | Spanien     | 3:37,68                       |
| 4     | Abdelkader Chékhémani | Frankreich  | 3:37,74                       |
| 5     | Steve Holman          | USA         | 3:37,75                       |
| 6     | Julius Achon          | Uganda      | 3:37,97                       |
| 7     | Marko Koers           | Niederlande | 3:38,04                       |
| 8     | Salah Ghazi           | Marokko     | 3:40,31                       |
| 9     | Hamish Christensen    | Neuseeland  | 3:41,11                       |
| 10    | Kevin Sullivan        | Kanada      | 3:43,49                       |
| 11    | Francis Munthali      | Malawi      | 3:49,97                       |
| 12    | Bashar Omar Othman    | Kuwait      | 3:50,28                       |
| 13    | Giuseppe D’Urso       | Italien     | 3:50,71                       |
| DOP   | Mohamed Ibrahim Aden  | Somalia     | für das Halbfinale zugelassen |

## Halbfinale
In den beiden Halbfinalläufen qualifizierten sich die jeweils ersten fünf Athleten – hellblau unterlegt – sowie die darüber hinaus zwei zeitschnellsten Läufer – hellgrün unterlegt – für das Finale.

### Halbfinallauf 1

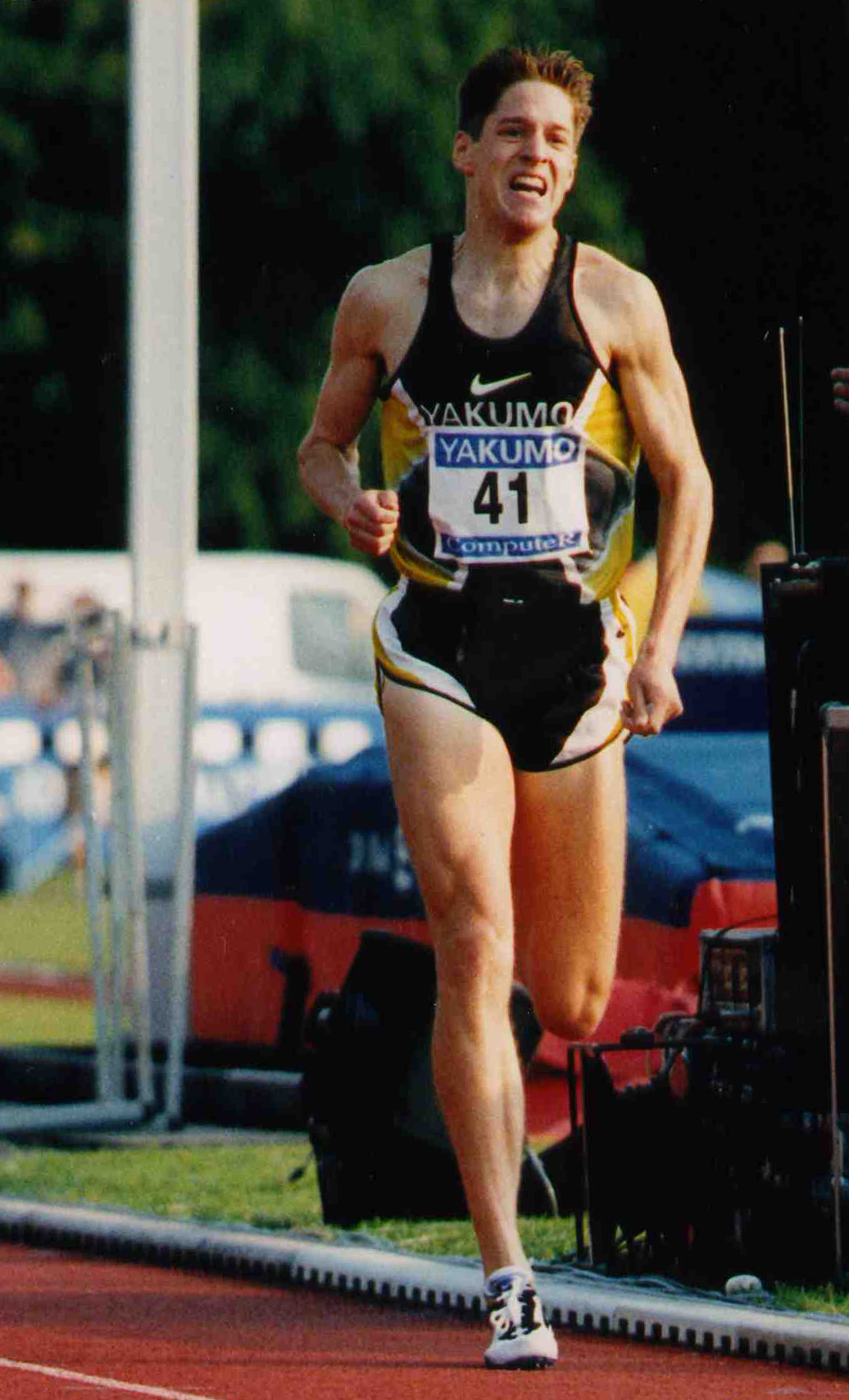
Marko Koers schied als Neunter seines Rennens im Halbfinale aus

22. August 1999, 21:30 Uhr
| Platz | Name                 | Nation      | Zeit (min) |
| ----- | -------------------- | ----------- | ---------- |
| 1     | Hicham El Guerrouj   | Marokko     | 3:37,34    |
| 2     | Fermín Cacho         | Spanien     | 3:37,88    |
| 3     | Reyes Estévez        | Spanien     | 3:38,16    |
| 4     | Laban Rotich         | Kenia       | 3:38,20    |
| 5     | Driss Maazouzi       | Frankreich  | 3:38,32    |
| 6     | David Krummenacker   | USA         | 3:39,19    |
| 7     | Alí Hakimi           | Tunesien    | 3:39,27    |
| 8     | Rüdiger Stenzel      | Deutschland | 3:39,87    |
| 9     | Marko Koers          | Niederlande | 3:40,15    |
| 10    | Ali Saïdi-Sief       | Algerien    | 3:40,63    |
| 11    | Miloud Abaoub        | Algerien    | 3:43,21    |
| DOP   | Mohamed Ibrahim Aden | Somalia     |            |

### Halbfinallauf 2

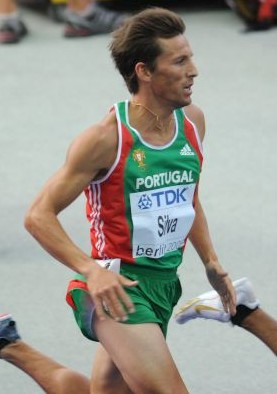
Rui Silva erreichte als Zehnter seines Halbfinallaufs nicht das Finale

22. August 1999, 21:39 Uhr
| Platz | Name                  | Nation         | Zeit (min) |
| ----- | --------------------- | -------------- | ---------- |
| 1     | Noah Ngeny            | Kenia          | 3:36,13    |
| 2     | Andrés Manuel Díaz    | Spanien        | 3:36,33    |
| 3     | Adil Kaouch           | Marokko        | 3:36,62    |
| 4     | David Lelei           | Kenia          | 3:36,81    |
| 5     | Graham Hood           | Kanada         | 3:37,23    |
| 6     | Noureddine Morceli    | Algerien       | 3:37,32    |
| 7     | Steve Holman          | USA            | 3:37,52    |
| 8     | Abdelkader Chékhémani | Frankreich     | 3:37,77    |
| 9     | Julius Achon          | Uganda         | 3:37,82    |
| 10    | Rui Silva             | Portugal       | 3:50,85    |
| DNF   | John Mayock           | Großbritannien |            |
| DNF   | Gert-Jan Liefers      | Niederlande    |            |

## Finale

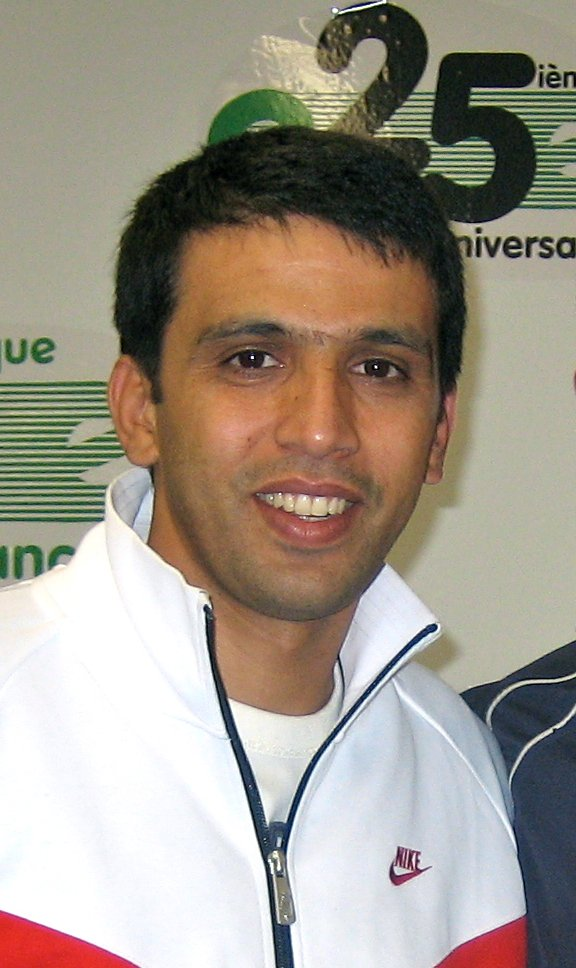
Weltmeister wurde der Titelverteidiger und Weltrekordinhaber Hicham El Guerrouj, der 1995 bereits Vizeweltmeister war

24. August 1999, 21:10 Uhr
| Platz | Name               | Nation     | Zeit (min) |
| ----- | ------------------ | ---------- | ---------- |
| 1     | Hicham El Guerrouj | Marokko    | 3:27,65 CR |
| 2     | Noah Ngeny         | Kenia      | 3:28,73 NR |
| 3     | Reyes Estévez      | Spanien    | 3:30,57    |
| 4     | Fermín Cacho       | Spanien    | 3:31,34    |
| 5     | Andrés Manuel Díaz | Spanien    | 3:31,83    |
| 6     | Laban Rotich       | Kenia      | 3:33,32    |
| 7     | David Lelei        | Kenia      | 3:33,82    |
| 8     | Driss Maazouzi     | Frankreich | 3:34,02    |
| 9     | Steve Holman       | USA        | 3:34,32    |
| 10    | Graham Hood        | Kanada     | 3:35,35    |
| 11    | Adil Kaouch        | Marokko    | 3:47,05    |
| DNF   | Noureddine Morceli | Algerien   |            |

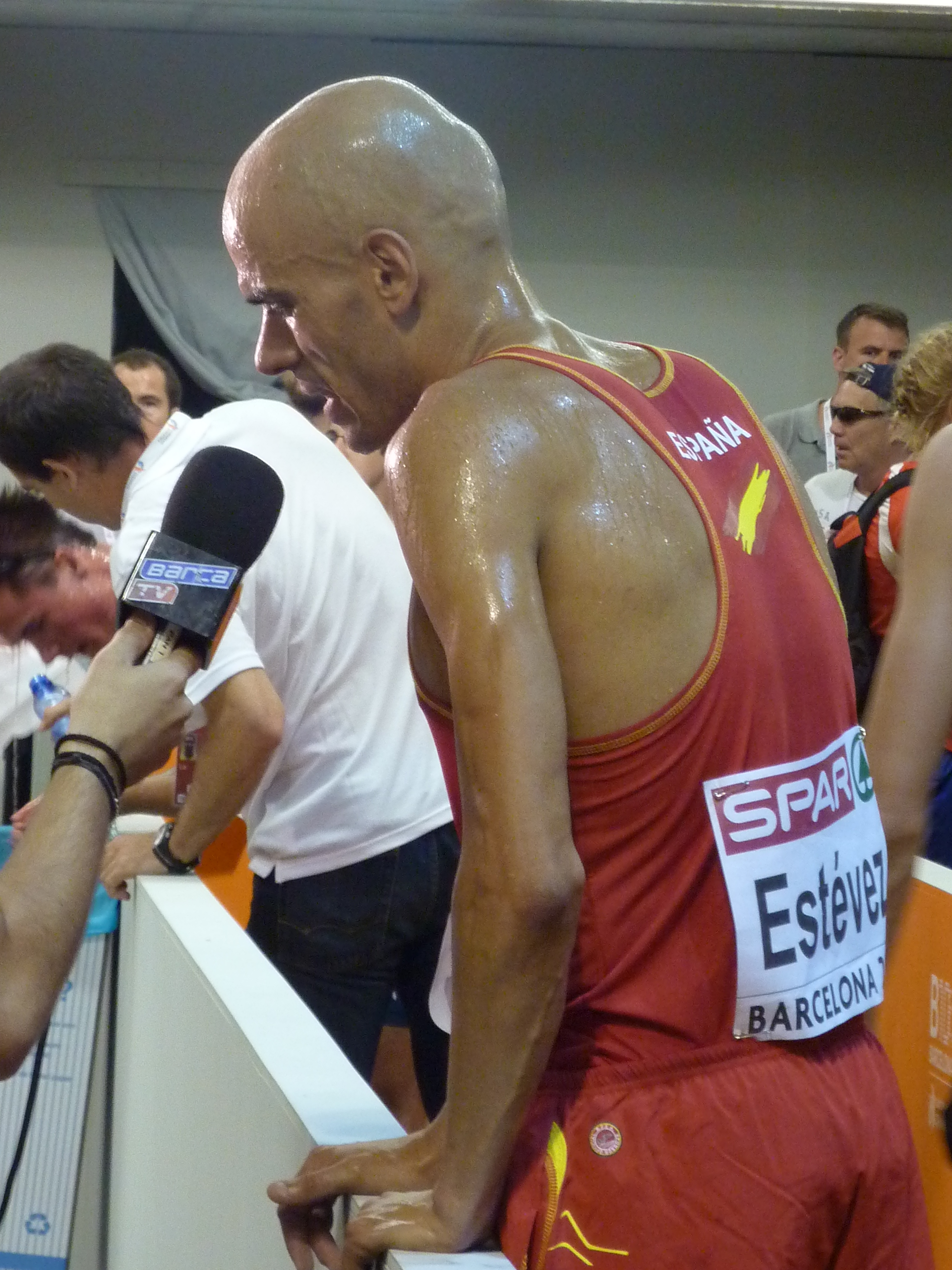
Wie schon 1997 gab es Bronze für den amtierenden Europameister Reyes Estévez
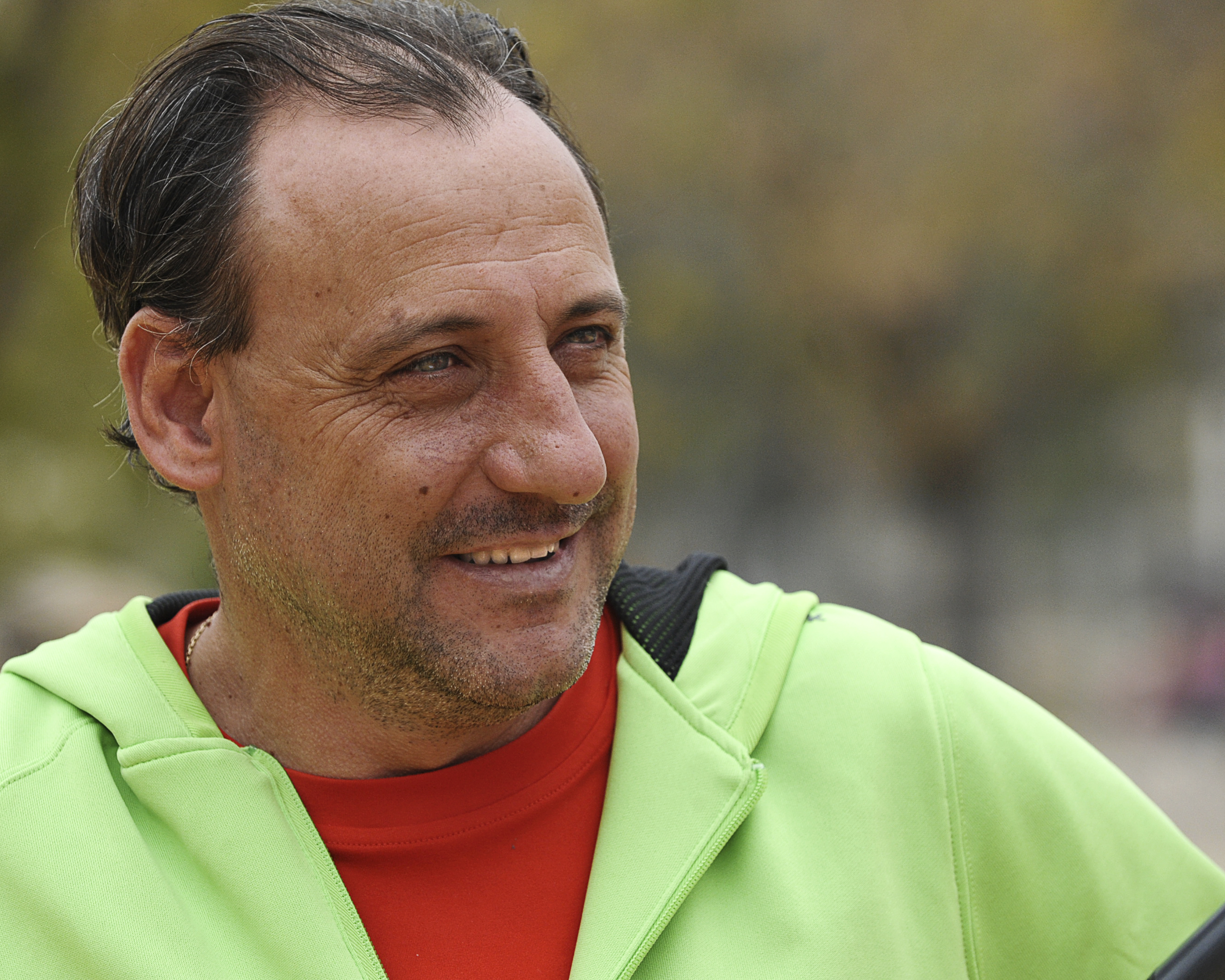
Fermín Cacho, 1992 Olympiasieger, 1996 Olympiazweiter, 1993 und 1997 Vizeweltmeister, 1994 Europameister, 1994 Vizeeuropameister, belegte diesmal den medaillenlosen Rang vier
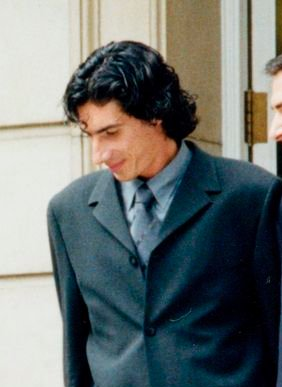
Andrés Manuel Díaz kam als drittbester Spanier auf den fünften Platz

## Video
- 1999 IAAF World Athletics Championships – Men's 1500 m Final, Video veröffentlicht am 19. April 2011 auf youtube.com, abgerufen am 12. Juli 2020